# L'Enjeu (film, 1948)
Pour les articles homonymes, voir L'Enjeu.
Pour plus de détails, voir Fiche technique et Distribution.

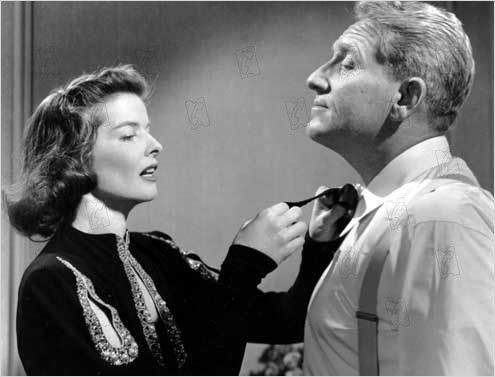
Katharine Hepburn et Spencer Tracy

L'Enjeu (titre original : State of the Union) est un film américain en noir et blanc réalisé par Frank Capra, sorti en 1948.

## Synopsis
Kay Thorndyke, la directrice de journal républicain, veut faire de son amant, le magnat de l'aéronautique Grant Matthews, le futur Président des États-Unis dont elle sera, pense-t-elle, l'éminence grise. Elle compte utiliser le réseau d'influence de son journal pour diviser la Convention nationale républicaine de 1948, et l'amener à élire Matthews comme candidat de compromis, plutôt que les favoris Thomas E. Dewey ou Robert A. Taft.
Matthews est sceptique, mais il se laisse convaincre par Kay, ainsi que le stratège républicain Jim Conover et le directeur de campagne  Spike McManus. Matthews renoue pour les besoins de la campagne avec sa femme Mary, dont il s'était séparé. Bien qu'elle soit au courant de la liaison de son mari, et consciente que Thorndyke se sert d’elle, Mary, par admiration pour son idéalisme et son honnêteté, accepte de jouer le jeu.
L'inexpérience politique de Matthews le pousse à dénoncer les conditions de travail à Wichita ; il est sur le point de prononcer une nouvelle diatribe à Detroit contre les multinationales et le big business, mais Thorndyke le persuade de modérer ses discours et avec l'appui de Conover, elle obtient l'appui de nouveaux lobbies pour Matthews.
Lors d'une allocution télévisée depuis le domicile conjugal, Mary apprend que Thorndyke poursuit sa liaison avec Matthews, et découvre les arrangements passés avec les groupes de pression. Matthews réalise alors qu'il n'a été qu'un jouet et que, en outre, il a trahi les idéaux de sa femme. Alors, profitant d'une allocution radiophonique, tout en promettant de mettre un terme au bipartisme, il dénonce dans un même mouvement ceux qui ont soutenu sa campagne et l'imposture à laquelle il s'est trop complaisamment prêté, et retire sa candidature ; il demande pardon à sa femme. Et lorsque les hommes du parti républicain tentent d'interrompre l'émission, il leur ordonne : « ne coupez pas, je paye moi aussi pour cette émission ! ».

## Fiche technique
- Titre original : State of the Union
- Titre français : L'Enjeu
- Réalisation : Frank Capra
- Scénario : Anthony Veiller et Myles Connolly
  - d'après la pièce de théâtre State of the Union (play) (en) de Howard Lindsay et Russel Crouse (1945)
- Photographie : George J. Folsey
- Montage : William Hornbeck
- Musique : Victor Young
- Direction artistique : Cedric Gibbons et Urie McCleary
- Décors : Emile Kuri et Edwin B. Willis (non crédité)
- Cadreur : Robert J. Bronner (non crédité)
- Costumes : Irene
- Producteur : Frank Capra et Anthony Veiller (producteur associé)
- Société de production : Liberty Films
- Société de distribution : Metro-Goldwyn-Mayer
- Pays de production :  États-Unis
- Langue originale : anglais américain
- Format : noir et blanc — 35 mm — 1,37:1 — mono (Western Electric Sound System)
- Genre : drame politique
- Durée : 124 minutes
- Dates de sortie :
  - États-Unis : 30 avril 1948
  - France : 4 mai 1949

## Distribution
- Spencer Tracy : Grant Matthews
- Katharine Hepburn : Mary Matthews
- Van Johnson : 'Spike' McManus
- Angela Lansbury : Kay Thorndyke
- Adolphe Menjou : Jim Conover
- Lewis Stone : Sam Thorndyke
- Howard Smith : Sam I. Parrish
- Charles Dingle : Bill Nolard Hardy
- Maidel Turner : Lulubelle Alexander
- Raymond Walburn : le juge Alexander
- Margaret Hamilton : Norah
- Art Baker : Radio Annonceur
- Pierre Watkin : le sénateur Lauterback
- Florence Auer : Grace Orval Draper
- Irving Bacon : Buck Swanson
- Charles Lane : Blink Moran
- Tom Fadden : serveur

Acteurs non crédités
- Frank Austin : le vieux fou
- Mahlon Hamilton : un homme d'affaires
- Francis Pierlot : Josephs, le rédacteur en chef

## Autour du film
Bosley Crowther, dans le The New York Times, a dit de ce film: « ...Indépendamment des réactions partisanes (et il y en aura certainement beaucoup étant donné la précision et la sincérité de cette fable), on ne peut nier que le film que Frank Capra a tiré de la fameuse pièce de théâtre de Lindsay-Crouse est un grand moment de satire cinématographique ».
Peu après la réalisation, les conseillers de Harry S. Truman lui passèrent ce film en projection privée, et l’on a pu rapporter que cela l'aurait convaincu de se représenter.